# Marcell Ozuna
Marcell Ozuna (Distrito Nacional,República Dominicana, 12 de noviembre de 1990) es un beisbolista dominicano que se desempeña en la posición de jardinero izquierdo para los Atlanta Braves. Desde su debut en las Grandes Ligas de Béisbol en 2013 hasta 2017 jugó para los Miami Marlins.

## Vida personal
Marcell Ozuna Ildefonso nació el 12 de noviembre de 1990 en Boca Chica, República Dominicana. Su padre es un antiguo pintor y su madre ama de llaves. Tiene un hermano y dos hermanas. Es primo del exjugador de las grandes ligas Pablo Ozuna.

## Carrera profesional

### Miami Marlins
El 30 de abril de 2013, Ozuna hizo su debut en las Grandes Ligas y registró su primer éxito en su carrera, un sencillo frente a Jeremy Hefner de los Mets de New York. Logró su primer jonrón en su carrera (así como su primer RBI y carrera anotada), un jonrón solitario, frente a Cole Hamels de los Filis de Filadelfia , en su quinto juego. Ozuna fue utilizado como el jardinero derecho titular en ausencia de Stanton. Cuando Stanton regresó, Ozuna se convirtió en el jardinero central titular. El 22 de julio, Ozuna fue enviado a Jacksonville. [10] En lugar de unirse a Jacksonville, Ozuna fue colocado en la lista de incapacitados por 15 días debido a un desgarro de ligamento y una fractura por avulsión en su pulgar izquierdo, que se lesionó al realizar una captura de buceo. [11]El 26 de julio de 2013, se sometió a una cirugía de pulgar que terminó la temporada. [12]
En 2014, Ozuna jugó un total de 153 juegos para los Marlins, bateando .269 con 23 jonrones y 85 carreras impulsadas. [1] El 11 de septiembre de 2014, empató un récord de franquicia con jonrones en cuatro juegos consecutivos. [13]
El 5 de julio de 2015, Ozuna fue enviado a AAA después de quedarse sin hits en 9 de 10 juegos, bajando su promedio a .249 en la temporada. [14] Después de jugar 33 juegos y batear .333 con 5 jonrones y 11 carreras impulsadas, regresó a los Marlins para completar la temporada 2015, bateando .278 con 6 jonrones y 18 carreras impulsadas. [15] Durante la temporada baja, los Marlins recibieron varias ofertas para él de otros equipos, pero regresó a la lista para la temporada 2016 e inserta en el puesto número dos en la alineación. [15] A partir del 12 de julio de 2016, ha bateado en los lugares 2, 4 y 5 de la orden, bateando .307 / .360 / .533 con 17 jonrones y 47 carreras impulsadas y comenzó en el CF para el Liga Nacional en el Juego de las Estrellas de las Grandes Ligas de Béisbol de 2016 .[dieciséis]
En 2017, Ozuna fue nombrado Jugador de la Semana NL durante la semana del 10 al 16 de abril, luego de batear .435 con cuatro jonrones, 12 carreras impulsadas y un OPS de 1.481. [17]
Ozuna fue nombrado titular de la Liga Nacional en el Juego de las Estrellas de la MLB 2017 . De las selecciones All-Star de la Liga Nacional, fue uno de los ocho que conectó al menos 35 jonrones, pero Ozuna fue uno de los cuatro que caminó a una velocidad de al menos el nueve por ciento, mientras que ponchó a menos del 22 por ciento. Estableció máximos en su carrera en numerosas categorías, incluyendo batear .312 con 37 jonrones y 124 carreras impulsadas. [5] Fue nombrado Jugador de la Semana de la Liga Nacional (junto con su compañero Giancarlo Stanton una vez más durante la semana del 18 al 24 de septiembre después de batear .500 (10-20) con tres jonrones, siete carreras impulsadas y seis carreras anotadas

### St Louis Cardinals
El 14 de diciembre de 2017, los Miami Marlins intercambiaron Ozuna a los Saint Louis Cardinals por Sandy Alcántar, Magneuris Sierra, Zac Gallen y Daniel Castaño. El 12 de enero de 2018, se anunció que los Cardenales y Ozuna llegaron a un acuerdo sobre un contrato de un año por $ 9 millones. Antes de la temporada 2018, Mike Petriello de MLB.com calificó a Ozuna como el mejor jardinero izquierdo en las ligas mayores, opinando que era "un jardinero fuerte" y promedió la 12.ª velocidad de salida más alta [91 millas por hora (146 km / h)] durante las tres temporadas anteriores de todos los bateadores con 1.000 apariciones en el plato.
El 2 de junio de 2018, Ozuna bateó su carrera número 100 de la temporada contra Chad Kuhl, en una victoria por 3-2 contra los Piratas de Pittsburgh, y primer jonrón en el Busch Stadium como miembro de los Saint Louis Cardinals. Al día siguiente, bateó un grand slam en una victoria por 5-0 contra los Piratas de Pittsburgh.
Fue nombrado Jugador de la Semana de la Liga Nacional la semana del 11 al 17 de junio, con un promedio de .455 / .478 / 1.000 (10-para-22, 1.478 OPS), con cuatro jonrones y ocho carreras impulsadas en seis partidos. Este es su tercer premio al Jugador de la Semana luego de ganar dos veces con los Miami Marlins latemporada pasada, a mediados de abril y principios de septiembre. El 30 de julio de 2018, en el Busch Stadium contra los Rockies de Colorado, Ozuna bateó su primer jonrón, un disparo en solitario en la décima entrada, ayudando a Saint Louis Cardinals a derrotar a los Colorado Rockies 5–4. Terminó su primera temporada en St. Louis bateando .280 con 23 jonrones y 88 carreras impulsadas en 148 juegos.